# Isole di Cerboli e Palmaiola
Das FFH-Gebiet und europäische Vogelschutzgebiet Isole di Cerboli e Palmaiola (deutsch: Inseln Cerboli und Palmaiola) liegt im Toskanischen Archipel nahe der Insel Elba. Das etwa 21 ha große Schutzgebiet umfasst die sechs Inseln Cerboli und Palmaiola nordöstlich von Elba, Topi nördlich von Cavo, Scoglietto nördlich von Portoferraio und die beiden Gemini-Inseln vor der Südküste Elbas. Das 1995 eingerichtete Schutzgebiet ist Teil des Nationalparks Toskanischer Archipel und wird vom Nationalpark verwaltet.

## Bedeutung
Die unbewohnten Inseln dienen als Nistplatz für viele Seevögel. Die etwa sechs Kilometer voneinander entfernten Inseln Cerboli und Palmaiola stellen mit ihrer zerklüfteten und schwer zugänglichen Felsküste sowie wegen der niedrigen Macchia geschützte Nist- und Aufzuchtplätze für die Jungtiere dar. Auf der Insel Cerboli niesten beispielsweise zwischen 25 und 50 Brutpaare des Sepiasturmtauchers. Auf den beiden Inseln sind zudem einige Endemiten unter den Wirbellosen und Reptilien heimisch.

## Schutzzweck
Folgende Lebensraumtypen nach Anhang I der FFH-Richtlinie sind für das Gebiet gemeldet:
| EU Code | * | Lebensraumtyp (offizielle Bezeichnung)                                        | Fläche [ha] |
| ------- | - | ----------------------------------------------------------------------------- | ----------- |
| 1240    |   | Mittelmeer-Felsküsten mit Vegetation mit endemischen Limonium-Arten           | 10,5        |
| 1430    |   | Halo-nitrophile Gestrüppe (Pegano-Salsoletea)                                 | 0,5         |
| 5320    |   | Euphorbia-Formationen an Steilküsten                                          | 2,5         |
| 5330    |   | Thermo-mediterrane Gebüschformationen und Vorwüsten (sonstige Gesellschaften) | 0,04        |
| 8330    |   | Völlig oder teilweise unter Wasser liegende Meereshöhlen                      |             |

### Arteninventar
Folgende Arten von gemeinschaftlichem Interesse kommen im Gebiet vor:
| Bild | EU Code | * | Art                           | wissenschaftlicher Name | Artengruppe |
| ---- | ------- | - | ----------------------------- | ----------------------- | ----------- |
|      | 6137    |   | Europäischer Blattfingergecko | Euleptes europaea       | Reptilien   |

Folgende Vogelarten des Anhangs I der Vogelschutzrichtlinie sind für das Gebiet gemeldet:
| Bild              | Anhang I | EU Code | Art                      | wissenschaftlicher Name               |
| ----------------- | -------- | ------- | ------------------------ | ------------------------------------- |
| Alpensegler       |          | A228    | Alpensegler              | Apus melba                            |
| Fahlsegler        |          | A227    | Fahlsegler               | Apus pallidus                         |
| Sepiasturmtaucher |          | A010    | Sepiasturmtaucher        | Calonectris diomedea                  |
| Kolkrabe          |          | A350    | Kolkrabe                 | Corvus corax                          |
| Wanderfalke       | *        | A103    | Wanderfalke              | Falco peregrinus                      |
| Korallenmöwe      | *        | A181    | Korallenmöwe             | Larus audouinii                       |
| Schwarzkopfmöwe   | *        | A176    | Schwarzkopfmöwe          | Larus melanocephalus                  |
| Blaumerle         |          | A281    | Blaumerle                | Monticola solitarius                  |
| Grauschnäpper     |          | A319    | Grauschnäpper            | Muscicapa striata                     |
| Krähenscharbe     | *        | A392    | Mittelmeer-Krähenscharbe | Phalacrocorax aristotelis desmarestii |

## Gefährdung
Das Schutzgebiet ist durch anthropogene Einflüsse gefährdet. Vor allem im Sommer stören Touristen, die auf den Inseln brütenden Vögel, wenn sie mit Booten vor den beiden großen Insel Cerboli und Palmaila zum Baden vor Anker gehen oder die Grotten an der Küste besichtigen. Gefährdet sind die Brutplätze zum Teil auch durch vereinzelte Landgänge, insbesondere durch mitgeführte Hunde. In der Vergangenheit wurden zudem auf der Insel Cerboli Survival-Kurse abgehalten. Eine Wiederaufnahme der Kurse könnte die Lebensräume auf verschiedene Weise bedrohen, ebenso wie die Bestrebungen auf den Inseln touristische Einrichtungen zu errichten.
Als natürliche Faktoren wirken sich negativ, die im Schutzgebiet in nicht unbedeutender Anzahl vorkommenden Steppenmöwen aus. Letztere treten als Nahrungskonkurrenten oder Räuber auf. Zudem ist vereinzelt ist erneut eine Rekolonisierung der Inseln durch Ratten zu beobachten, die in der Vergangenheit mit Hilfe verschiedener Projekte mühsam ausgerottet worden waren.